# 小堺一機のサタデーウィズ
『小堺一機のサタデーウィズ』（こさかいかずきのサタデーウィズ）は、2000年4月8日から2006年9月30日まで、毎週土曜日の午後にTBSラジオで放送されていたラジオ番組。

## 概要
放送時間は当初13:00から15:30で、2003年10月に『サタデー大人天国! 宮川賢のパカパカ90分!!』の放送時間拡大に伴い、30分短縮し15:00までの放送となった。また、スペシャルウィークの際にはエンディングで宮川賢が番組宣伝のために乱入していた。
三國連太郎、吉永小百合、大原麗子、薬師丸ひろ子、西田敏行、唐沢寿明、浅丘ルリ子など、普段はラジオ番組にあまり出演することのない人物が「小堺さんの番組なら!」と多数出演した。
長年に渡って同時間帯の聴取率トップをキープしていたが、『久米宏 ラジオなんですけど』の開始に伴い、番組は終了した。

## 出演者

### パーソナリティ
- 小堺一機 （タレント、俳優）

### アシスタント
- 初代 － 海保知里（当時TBSアナウンサー。2000年4月 - 2004年9月）
- 2代目 － 貞包みゆき（フリーアナウンサー。2004年10月 - 2006年9月）

海保・貞包共に天然ボケキャラである。

### リポーター
- エネルギー （お笑いタレント）

## コーナー
- 13:00　オープニング
- 13:12　この人に学べ　ウィズ・ザ・マスター
  - さまざまな達人を迎え、その秘訣を聞くコーナー。
- 13:35　サントリー なるほどコール 赤坂5丁目分室
  - 飲み物に関する質問を受け付け、サントリーの担当者に答えてもらうコーナー。このコーナーは後番組の『久米宏 ラジオなんですけど』に引き継がれている。
- エネルギーのレポートコーナー
- 14:00　ウィズ・ゲスト
  - ゲストを呼んで話を聞くコーナー。演奏家や俳優などが多かったが、盟友の関根勤や普段人前に出ない『クレヨンしんちゃん』作者の臼井儀人、ほかにも『大沢悠里のゆうゆうワイド』パーソナリティの大沢悠里なども出演した。
- エネルギーのレポートコーナー
- 14:40　サタデーウィズシネマ
  - 小堺が有名人のモノマネで映画を紹介するコーナー。主な「ゲスト有名人（のモノマネ）」は萩本欽一、丹波哲郎、渡辺篤史、田中邦衛、永六輔、おすぎとピーコなど。
- 14:55　エンディング

交通情報は13:28、13:55、14:30、14:53。ニュースは13:50、14:50で、ニュースデスクの今村稔が担当した。
また当時、同日の深夜に放送されていた『コサキンDEワァオ!』の本番組でのみ放送されるCMもあり、関根勤が「小堺がいかに可愛いか」について語っていた。